# Unterseeboot UB-55
Pour les autres navires du même nom, voir Unterseeboot 55.
L'Unterseeboot UB-55 est un sous-marin (U-Boot) allemand de type UB III utilisé par la Kaiserliche Marine pendant la Première Guerre mondiale. Il est mis en service dans la flottille des Flandres de la marine impériale allemande le 1er juillet 1917.
Il opéra dans le cadre de la flottille des Flandres basée à Zeebruges. L'UB-55 a été coulé à 05:05 le 22 avril 1918 à 51° 01′ N, 1° 20′ E après avoir heurté une mine. 30 membres d’équipage ont perdu la vie dans le naufrage.

## Conception
Comme tous les sous-marins de type UB III, l'UB-55 avait un déplacement de 516 tonnes en surface et de 646 tonnes en immersion. Ses moteurs lui permettaient de naviguer à 13,4 nœuds (24,8 km/h) en surface et à 7,8 nœuds (14,4 km/h) en immersion. Il avait une autonomie de 9020 milles marins (16710 km) à sa vitesse de croisière. L'UB-55 transportait 10 torpilles et était armé d’un canon de pont de 8,8 cm. L'UB-55 avait un équipage pouvant compter jusqu’à 3 officiers et 31 hommes. 

## Carrière
L'UB-55 a été construit par AG Weser à Brême. Après un peu moins d’un an de construction, il a été lancé à Brême le 9 mai 1917. Il a été mis en service plus tard la même année sous le commandement du Kapitänleutnant Ralph Wenninger.

## Affectations
- Flottilles des Flandres : du 30 août 1917 au 22 avril 1918

## Commandants
- Kapitänleutnant Ralph Wenninger : du 1er juillet 1917 au 22 avril 1918

## Navires coulés
| Date             | Nom           | Nationalité    | Tonnage | Destin.   |
| ---------------- | ------------- | -------------- | ------- | --------- |
| 5 novembre 1917  | Clan Cumming  | United Kingdom | 4808    | Endommagé |
| 7 décembre 1917  | Proba         | United Kingdom | 105     | Coulé     |
| 8 décembre 1917  | Corinto       | Norvège        | 999     | Coulé     |
| 11 décembre 1917 | Argus         | Portugal       | 100     | Coulé     |
| 11 décembre 1917 | Ligeiro       | Portugal       | 25      | Coulé     |
| 11 décembre 1917 | A Portuguesa  | Portugal       | 107     | Coulé     |
| 11 décembre 1917 | Vigneira      | Portugal       | 25      | Coulé     |
| 16 décembre 1917 | Foylemore     | United Kingdom | 3831    | Coulé     |
| 25 janvier 1918  | Eastlands     | United Kingdom | 3113    | Coulé     |
| 26 janvier 1918  | Manhattan     | United Kingdom | 8001    | Endommagé |
| 29 janvier 1918  | Addax         | United Kingdom | 40      | Coulé     |
| 29 janvier 1918  | General Leman | United Kingdom | 57      | Coulé     |
| 29 janvier 1918  | Ibex          | United Kingdom | 42      | Coulé     |
| 29 janvier 1918  | Perriton      | United Kingdom | 90      | Coulé     |
| 29 janvier 1918  | Perseverance  | United Kingdom | 51      | Coulé     |
| 30 janvier 1918  | HMS Wellholme | Royal Navy     | 113     | Coulé     |
| 14 mars 1918     | A. A. Raven   | United States  | 2459    | Coulé     |
| 21 mars 1918     | Begonia       | United Kingdom | 3070    | Coulé     |
| 23 mars 1918     | Chattahoochee | United States  | 8007    | Coulé     |
| 23 mars 1918     | Madame Midas  | United Kingdom | 1203    | Coulé     |
| 23 mars 1918     | Mar Baltico   | Espagne        | 2023    | Coulé     |
| 23 mars 1918     | Venborg       | Norvège        | 1065    | Coulé     |
| 24 mars 1918     | Fileur        | France         | 73      | Coulé     |